# Great American Novel

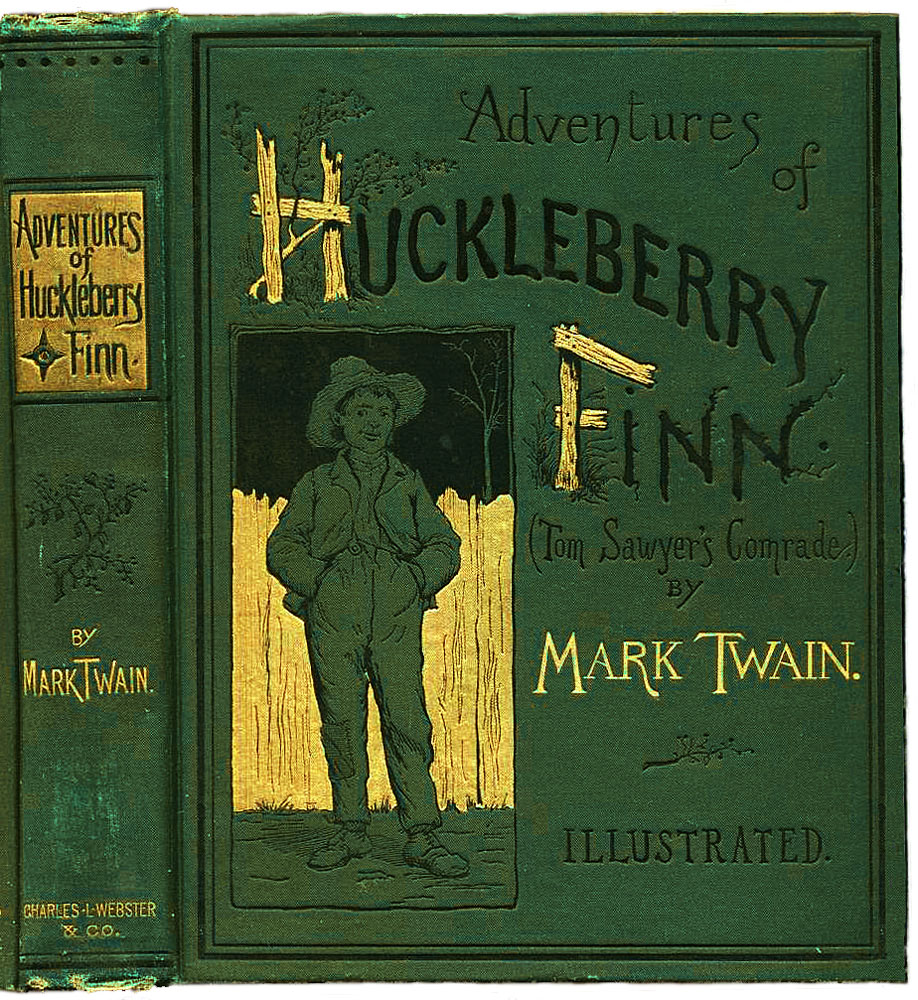
Capa da primeira edição de Adventures of Huckleberry Finn (1884), considerado por muitos o "Grande Romance Americano"

Great American Novel (literalmente "Grande Romance Americano" em português) é um conceito difundido nos Estados Unidos a respeito de um romance que se distingue tanto artística quanto tematicamente por ser a representação mais exata do zeitgeist americano da época em que foi escrito. Presume-se que seja criado por um autor nativo com discernimento do estado, cultura e perspectiva do cidadão comum dos Estados Unidos e, em termos históricos, costuma ser definido como o equivalente americano ao épico nacional.